# 島崎麻衣
島崎 麻衣（しまさき まい、1988年5月7日 - ）は、日本の元グラビアアイドル。高知県出身。
16歳時点で既にIカップという抜群のプロポーションを持ち、イメージビデオでは極小ビキニなどのきわどい衣装も着こなす。趣味は音楽、映画鑑賞、読書。ライフル射撃という意外な特技を持つ。
2014年5月7日を以って芸能界を引退した。実質的には引退前の1年近く前から芸能活動を休止していた。

## 出演

### バラエティ
- 美少女トロピカル!（2006年 - 、EXエンタテイメント）
- ウケウリ!!（日本テレビ、2010年7月16日〜）- 「東京ラーメン新人王」リポーター
- AKIBA16エンタメTV（あっ!とおどろく放送局、2011年1月20日-4月1日）

### パチンコ
- CRラブ嬢プラス〜今夜も、ご延長の方はいかがなさいますか?〜（2013年、平和）[2]

## 作品

### イメージビデオ
- i・mai・me（2005年、エッジ）
- Pure smile（2005年、竹書房）
- 純情少女「育ちざかり」（2006年、ASP）
- 現役女子高生 I-Cup伝説の誕生（2006年、アルバトロス）
- My Pure Girl（B93cm）Iカップ女子校生（2006年、プリスタル）
- Dolls Style Act.4 「Angela」島崎麻衣 （2007年、スタジオ・プラスエー）